# Sirsi (Uttar Pradesh)
Sirsi è una suddivisione dell'India, classificata come nagar panchayat, di 21.345 abitanti, situata nel distretto di Moradabad, nello stato federato dell'Uttar Pradesh.